# Paizo Publishing
 (septembre 2024).
Paizo Publishing est un éditeur américain de jeux de rôle et de jeux de société situé à Redmond (État de Washington). Il est surnommé « le golem mauve » en raison de son logo.
L'entreprise a débuté en publiant les magazines Dragon et Dungeon, puis des suppléments pour Donjons et Dragons. C'est notamment l'éditeur de Pathfinder, le jeu de rôle.

## Historique
En 2002, Hasbro, propriétaire de Wizards of the Coast (WotC), décide de se séparer des revues officielles de Donjons et Dragons, Dragon et Dungeon, qui ne sont pas jugées assez rentables ; un certain nombre de personnes, dont Lisa Stevens, quittent WotC pour fonder Paizo  Publishing et reprendre la licence de ces publications ; Lisa Stevens devient le PDG. Ils publient donc leur premier Dragon (au numéro 299) et de Dungeon (au numéro 94) en septembre 2002. Lisa Stevens est par ailleurs fan de Star Wars, et l'entreprise reprend également la publication de Star Wars Insider (en) (au numéro 62, octobre 2002). En 2003, ils publient le magazine Undefeated (The Magazine for Games You Can Win), et en 2004, ils reprennent la publication de Amazing Stories (The World's First Science-Fiction Magazine) (n°603 de septembre).
En juin 2004, la publication de Star Wars Insider est reprise par IDG Entertainment, le dernier numéro qu'ils publient est le numéro 76. En mars 2005, Paizo décide d'arrêter la publication de Amazing Stories (n°609) et de Undefeated. En 2007, Wizards of the Coast décide d'arrêter la parution de Dragon et de Dungeon.
Ils décident alors de poursuivre sur la dynamique Donjons et Dragons : pour combler le vide laissé par la disparition de Dragon et de Dungeon, ils publient un mensuel « haute qualité » (couverture cartonnée et papier glacé) reprenant deux éléments à succès des revues  : les campagnes par épisode Adventure Path (rebaptisé GameMastery Adventure Path), et les suppléments de contexte (nouvelle et descriptions du cadre de campagne). C'est ainsi que naît le mensuel Pathfinder.
Outre le mensuel, ils publient également d'autres types de suppléments pour Donjons et Dragons 3.5 : des modules indépendants (GameMastery Modules) et des ouvrages relatifs au cadre de campagne (Pathfinder Chronicles), Golarion, où se déroulent les modules et campagnes. Lorsque Wizards of the Coast annoncent la sortie de la 4e édition de Donjons et Dragons en 2008, Paizo décide de rester sur la version 3.5 et d'éditer leur propre corpus de règles d20 System sous licence ludique libre : ainsi naît Pathfinder, jeu de rôle. Les campagnes sont rebaptisées Pathfinder Adventure Path et les modules Pathfinder Modules.